# Dersca, Botoșani
Dersca este satul de reședință al comunei cu același nume din județul Botoșani, Moldova, România.
În anul 2003, de comuna Dersca s-au despărțit satele Lozna și Străteni, care au format comuna Lozna.